# PowerBook 2400c
De PowerBook 2400c is een notebook van de Amerikaanse fabrikant Apple die vanaf mei 1997 aangeboden werd als een late vervanging voor de PowerBook Duo 2300c. De productie werd uitbesteed aan IBM Japan. De 2400c woog slechts 2 kg en gebruikte een gelijkaardige behuizing als de PowerBook 100-serie.
De 2400c werd in maart 1998 stopgezet zonder directe vervanger, het model dat erop volgde was de veel grotere PowerBook G3. In Japan werd echter kort na de stopzetting van het oorspronkelijke model een 2400c met een 240 MHz CPU aangeboden tot het einde van het jaar.

## Ontwerp
De 2400c gebruikt dezelfde PowerPC 603e-processor als de voorgaande Duo 2300c, maar met een veel hogere CPU-kloksnelheid van 180 MHz in plaats van 100 MHz. De 2400c kan echter niet in een DuoDock gebruikt worden zoals de 2300c.
Net als de PowerBook 100 en Duo-serie ervoor, werd de 2400c verkocht met een extern diskettestation. Apple bood er geen CD-ROM-drive voor aan, wat overigens standaard was voor alle andere PowerBooks. In tegenstelling tot de Duo-modellen beschikte de 2400c over de meeste poorten die ook op de originele 100 voorkwamen: ADB, één gecombineerde seriële printer-/modempoort, floppypoort (die uniek was voor de 2400c), SCSI-poort, maar voegde een VGA-video-uitgang toe, evenals een stereogeluidsuitgang en -ingang, infraroodpoort en twee PCMCIA-kaartsleuven. De PCMCIA-slots van het originele 180 MHz-model accepteren officieel slechts 2 Type II (of 1 Type III) PCMCIA-kaarten. Het Japanse 240 MHz-model bood Cardbus als standaard. De 2400c heeft een 26 cm (10,4 inch) actieve matrix kleuren-lcd-scherm.
De processor bevindt zich op een verwijderbare dochterkaart die kan vervangen worden door een kaart met een snellere processor, waaronder een aantal kaarten met een PowerPC G3-processor met snelheden van 240 tot 400 MHz van leveranciers zoals Interware en Newer Technologies.
Dit was de laatste Mac die niet met een interne cd- of dvd-drive werd geleverd tot de MacBook Air in 2008.

## Specificaties
- Processor: PowerPC 603e @ 180 of 240 MHz
- FPU : geïntegreerd in de processor
- PMMU : geïntegreerd in de processor
- Systeembus snelheid: 40 MHz
- ROM-grootte: 4 MB
- Databus: 64 bit
- RAM-type: 60 ns SO-DIMM-kaart
- Standaard RAM-geheugen: 16 MB
  - Uitbreidbaar tot maximaal 112 MB[b]
  - RAM-sleuven: 1
- Standaard diskettestation: 3,5 inch, 1,44 MB (extern)
- Standaard harde schijf: 1,3 GB (ATA)
- Uitbreidingssleuven: 2 Type II PC Card (1 Type III)
- Type batterij: lithium-ion met een batterijduur van 2 tot 5 uur
- Beeldscherm: 26 cm (10,4 inch) actieve matrix lcd-scherm, kleur[c]
- Uitgangen:
  - 1 ADB-poort (mini-DIN-4) voor toetsenbord en muis
  - 1 video-poort (HDI-15)[d]
  - 1 SCSI-poort (HDI-30)
  - 1 seriële poort (mini-DIN-8)
  - 1 infraroodpoort[e]
  - 1 audio-in (3,5 mm jackplug)
  - 1 audio-uit (3,5 mm jackplug)
  - 1 microfoon (3,5 mm jackplug)
- Ondersteunde systeemversies: 7.6.1 t/m 9.1
- Afmetingen:4,7 cm × 26,7 cm × 21,3 cm (h×b×d)[5]
- Gewicht: 2 kg

Uit productie: 1984: Macintosh 128K, Macintosh 512K · 1985: Macintosh XL · 1986: Macintosh Plus · 1987: Macintosh II, Macintosh SE · 1988: Macintosh IIx · 1989: Macintosh SE/30, Macintosh IIcx, Macintosh IIci, Macintosh Portable · 1990: Macintosh IIfx, Macintosh Classic, Macintosh IIsi, Macintosh LC serie · 1991: Macintosh Quadra 700, Macintosh Quadra 900, Apple PowerBook · Macintosh Classic II · 1992: Macintosh IIvx, Macintosh Quadra 950, PowerBook Duo, Macintosh Performa serie · 1993: Macintosh Centris serie, Macintosh Color Classic, Macintosh TV · Apple Workgroup Server · 1994: Power Macintosh · 1997: Power Macintosh G3, PowerBook G3, Twentieth Anniversary Macintosh · 1998: iMac · 1999: iBook, Power Mac G4 · 2000: Power Mac G4 Cube · 2001: PowerBook G4 · 2002: eMac, iMac G4 · 2003: Xserve, Power Mac G5 · 2004: iMac G5 · 2005: Mac mini · 2006: MacBook · 2015: MacBook (Retina) · 2017: iMac Pro

Huidige modellen: MacBook Air, MacBook Pro, iMac, Mac mini, Mac Studio, Mac Pro